# Hermes DVS in het seizoen 1965/66
Het seizoen 1965/1966 was het 12e jaar in het bestaan van de Schiedamse betaaldvoetbalclub Hermes DVS. De club kwam uit in de Tweede divisie B en eindigde daarin op de 13e plaats. Tevens deed de club mee aan het toernooi om de KNVB beker, hierin werd de club in de groepsfase uitgeschakeld.

## Wedstrijdstatistieken

### Tweede divisie B
|       | Baronie | FC Den Bosch/BVV | D.F.C. | EDO   | Excelsior | Fortuna | Haarlem | Helmondia '55 | Limburgia | NOAD  | RCH   | Roda JC | SVV   | Wilhelmina |
| ----- | ------- | ---------------- | ------ | ----- | --------- | ------- | ------- | ------------- | --------- | ----- | ----- | ------- | ----- | ---------- |
| Thuis | 1 – 1   | 1 – 2            | 0 – 1  | 4 – 2 | 1 – 2     | 0 – 0   | 0 – 0   | 3 – 4         | 1 – 2     | 2 – 1 | 0 – 0 | 1 – 2   | 0 – 1 | 2 – 0      |
| Uit   | 5 – 0   | 2 – 0            | 5 – 1  | 2 – 4 | 3 – 0     | 2 – 0   | 6 – 1   | 4 – 2         | 1 – 1     | 3 – 3 | 3 – 2 | 1 – 2   | 2 – 4 | 1 – 4      |

### KNVB beker
| Groepsfase                                  | SVV                                       | 3 – 2 (0 – 0)      | Hermes DVS                                                        |
| 19 september 1965 Plaats: Schiedam Harga    | Maarten van Beek 50' Leen Hubert 56', 63' |                    | 78' John Rost 81' Ben Smit                                        |
| Groepsfase                                  | Hermes DVS                                | 2 – 4 (1 – 1)      | Sparta                                                            |
| 7 november 1965 Plaats: Schiedam Harga      | Jaap van de Griend 18' Ben Smit 80'       |                    | 21', 89' Henk (Charly) Bosveld 56' Tinus Bosselaar 59' Ole Madsen |
| Groepsfase                                  | D.F.C.                                    | Niet meer gespeeld | Hermes DVS                                                        |
| 2 januari 1966 Plaats: Dordrecht Krommedijk |                                           |                    |                                                                   |

## Statistieken Hermes DVS 1965/1966

### Eindstand Hermes DVS in de Nederlandse Tweede divisie B 1965 / 1966
| Stand | Gespeeld | Gewonnen | Gelijk | Verloren | Punten | Doelpunten voor | Doelpunten tegen |
| ----- | -------- | -------- | ------ | -------- | ------ | --------------- | ---------------- |
| 13e   | 28       | 7        | 6      | 15       | 20     | 40              | 58               |

### Topscorers
| #              | Naam                    | Goal |
| -------------- | ----------------------- | ---- |
| 1.             | Cees van Kooten         | 10   |
| 2.             | Gerard Flaes            | 5    |
| 2.             | Ben Smit                | 5    |
| 4.             | Tonny van Ede           | 3    |
| 4.             | Toon Korporaal          | 3    |
| 6.             | Jaap van de Griend      | 2    |
| 6.             | Joop van der Kooij      | 2    |
| 6.             | Aad Monster             | 2    |
| 6.             | Piet van Mullem         | 2    |
| 6.             | John Rost               | 2    |
| 6.             | Ton Valk                | 2    |
| 12.            | Gerrit Gouweleeuw       | 1    |
| Eigen doelpunt |                         |      |
| –              | John Pfeiffer (Roda JC) | 1    |
| Totaal         | Totaal                  | 40   |

| #      | Naam               | Goal |
| ------ | ------------------ | ---- |
| 1.     | Ben Smit           | 2    |
| 2.     | Jaap van de Griend | 1    |
| 2.     | John Rost          | 1    |
| Totaal | Totaal             | 4    |